# Ядзима, Майми
Майми Ядзима (яп. 矢島 舞美, род. 7 февраля 1992 года в префектуре Сайтама, Япония) — японский идол, певица, участница гёрл-группы °C-ute.

## Карьера
Майми Ядзима стала участницей Hello! Project как одна из 15 победительниц прослушивания в Hello! Project Kids, детский проект в его рамках, в 2002 году. На прослушивании она исполняла песню Аи Мацуры «Momoiro Kataomoi». Всего же в прослушивании приняли участие 27958 девочек.
В том же году она дебютировала в фильме Koinu Dan no Monogatari («История щенка Дана»), сыграв в нём одну из главных отрицательных ролей. В следующем, 2003 году, её ввели в состав новой группы под названием ZYX. Группа не очень долго была активна, издав два сингла.
В январе 2004 года из восьми участниц Hello! Project Kids была сформирована группа Berryz Kobo, но Ядзима туда не попала. Надо сказать, что, объявляя о создании новой группы, продюсер проекта Цунку сказал, что состав Berryz Kobo будет меняться, и он собирается ротировать через неё всех участников Hello! Project Kids, но ротаций так и не случилось.
В июне 2005 года из оставшихся вне Berryz Kobo семи девочек была сформирована группа Cute. Ядзима не была самой старшей в группе, но тем не менее стала лидером, потому что более старшая Эрика Умэда отказалась от этой должности. Дебютировала группа в феврале 2006, свой первый инди-сингл выпустила в мае, а первый сингл на мейджор-лейбле в феврале 2007.
Также Майми является соведущей еженедельной радиопрограммы группы Cute, которая называется «Cutie Party». На этом посту она заменила Мэгуми Мураками, когда та ушла из группы в 2006 году.
В 2008 году Майми Ядзима была введена в состав ещё одного юнита в составе Hello! Project, группы High-King. Как и ZYX, эта группа была временной, выпустила она один сингл.

## Группы и юниты Hello! Project
- Hello! Project Kids
- ZYX (2003–?)
- H.P. All Stars (2004)
- °C-ute (2005 — наст. вр.)
- Нацуми Абэ & Майми Ядзима (°C-ute) (2008)
- High-King (2008–?)
- Hello! Project Mobekimasu (2011)
- DIY (яп. DIY♡) (2012 — наст. вр.)

## Дискография
Список релизов группы Cute см. в дискографии Cute.

### Сольные DVD
| № | Название | Дата выпуска     | Чарты                   | Лейбл                           |
| № | Название | Дата выпуска     | Oricon Weekly DVD Chart | Лейбл                           |
| - | --- | ---------------- | ----------------------- | ------------------------------- |
| 1 | 17's (Seventeen's) (яп. 17's-SEVENTEEN'S-) | 29 апреля 2009   | 35                      | Zetima                          |
| – | UTB Wani Books Online Store Gentei Tokuten «Yajima Maimi Making DVD» (яп. UTB ワニブックス オンラインストア限定特典 「矢島舞美 メイキングDVD」) | июнь 2009        | —                       | Wani Books (не для продажи)     |
| 2 | Yajima Maimi Fix no E (яп. 矢島舞美 Fixの絵) | 23 июня 2010     | 80                      | Zetima                          |
| 3 | Yajima Maimi DVD «Umikaze» (яп. 矢島舞美DVD「海風」 , «Yajima Maimi DVD „Морской бриз“»)                                                        | 27 марта 2011    | —                       | Up-Front Works (серия e-Hello!) |
| 4 | A Foggy Doll (яп. a foggy doll) | 29 августа 2011  | —                       | Up-Front Works (серия e-Hello!) |
| 5 | A Rainy Day (яп. a rainy day) | 29 сентября 2011 | —                       | Up-Front Works (серия e-Hello!) |
| 6 | Imagine Classic (яп. Imagine classic) | 11 ноября 2011   | —                       | Up-Front Works (серия e-Hello!) |
| – | Yajima Maimi Shashinshū «Tabioto» Making DVD (яп. 矢島舞美写真集「タビオト」メイキングDVD)                                                      | 31 января 2012   | —                       | Up-Front Works (серия e-Hello!) |
| 7 | Chelsie | 19 декабря 2012  | 141                     | Zetima                          |
|   | Maimiuseum Special DVD (яп. マイミュージアム スペシャルDVD)                                                                                     | 5 июня 2013      | —                       | Up-Front Works (серия e-Hello!) |
|   | Blue Wind | 9 апреля 2014    | 47                      | Zetima                          |

### Синглы в составе дуэтов
| Год  | Исполнитель                                                                | Название                                                         | Дата выпуска   | Чарты                      |
| Год  | Исполнитель                                                                | Название                                                         | Дата выпуска   | Oricon Weekly Single Chart |
| ---- | -------------------------------------------------------------------------- | ---------------------------------------------------------------- | -------------- | -------------------------- |
| 2008 | Нацуми Абэ & Майми Ядзима (°C-ute) (яп. 安倍なつみ＆矢島舞美（℃－ｕｔｅ）) | «16sai no Koi Nante» (яп. 16歳の恋なんて Jūrokusai no Koi Nante) | 16 января 2008 | 9                          |

### Фотокниги
| № | Название                                                         | Дата выпуска   | Издательство | ISBN                   | Примечания            |
| - | ---------------------------------------------------------------- | -------------- | ------------ | ---------------------- | --------------------- |
| 1 | Maimi (яп. 舞美)                                                 | 25 апреля 2007 | Wani Books   | ISBN 978-4-8470-4003-0 | 1-я сольная фотокнига |
| 2 | Sō Sora (яп. 爽・空 （そうそら）, «Ясное•небо»)                  | 27 января 2008 | Wani Books   | ISBN 978-4-8470-4065-8 | 2-я сольная фотокнига |
| 3 | 17                                                               | 18 апреля 2009 | Wani Books   | ISBN 978-4-8470-4169-3 | 3-я сольная фотокнига |
| 4 | Yajima Maimi Shashinkan 2008–2010 (яп. 矢島舞美写真館 2008-2010) | 5 июня 2010    | Wani Books   | ISBN 978-4-8470-4285-0 |                       |
| 5 | Tabioto (яп. タビオト)                                           | 27 ноября 2011 | Wani Books   | ISBN 978-4-8470-4409-0 |                       |
| 6 | Hatachi (яп. ハタチ)                                             | 27 ноября 2012 | Wani Books   | ISBN 978-4-8470-4509-7 |                       |
| 7 | Maimiuseum (яп. マイミュージアム)                                | 27 мая 2013    | Wani Books   | ISBN 978-4-8470-4546-2 |                       |

## Фильмография

### Фильмы
- Koinu Dan no Monogatari (яп. 仔犬ダンの物語, «История щенка Дана»)
- Fuyu no Kaidan: Boku to Watashi to Obaachan no Motogatari (яп. 冬の怪談〜ぼくとワタシとおばあちゃんの物語〜, «Зимняя история про привидения: История про тебя, меня и бабушку») (2009)
- Ousama Game (17 декабря 2011)
- Zomvideo (яп. ゾンビデオ) (29 декабря 2012)

#### Direct-to-video
- Black Angels (яп. ブラック・エンジェルズ) (April 27, 2011, Geneon Universal Entertainment) в роли Рэйры
- Black Angels 2 (яп. ブラック・エンジェルズ2〜黒木覚醒編〜) (4 июля 2012)
- Black Angels 3 (яп. ブラック・エンジェルズ3〜黒木死闘編〜) (3 августа 2012)

### Телевизионные сериалы
- Suugaku Joshi Gakuen (11 января 2012 — 28 марта 2012)
- Mannequin Girls (яп. マネキン・ガールズ) (2011)

### Телепрограммы
- Chikyuu Seibaa: Yume no Gijutsu de Mirai o Sukue! (яп. 地球セイバー 夢の技術で未来を救え!) (3 мая 2005)
- °C-ute Has Come #03 (2 декабря 2006)
- °C-ute Has Come #04 (16 декабря 2006)
- 58th NHK Kouhaku Uta Gassen (31 декабря 2007)
- Ahoya nen! Sukiya nen! (яп. あほやねん!すきやねん!) (NHK Osaka, 21 апреля 2009)
- Bijo Hōdan (яп. 美女放談) (26 июня 2009) — ток-шоу с участницами Hello! Project
- Piramekiino G (яп. ピラメキーノG, уголок «Zakkuri Senshi Piramekid»)
- Bijo Gaku (яп. 美女学)
- Hello Pro! Time (яп. ハロプロ！ＴＩＭＥ)
- Hello! Satoyama Life (яп. ハロー！ＳＡＴＯＹＡＭＡライフ)

### Радио
- Cutie Party (4 ноября 2006 - наст. вр.)
- °C-ute Maimi Yajima's I My Me Maimi~ (яп. ℃-ute矢島舞美のI My Me まいみ〜) (4 июля 2008 - наст. вр., по пятницам в 22:00, FM Port)[10]

### Интернет
- Hello! ga Ippai #01 (10 ноября 2006)
- Hello! ga Ippai #02 (24 ноября 2006)
- Hello! Pro Hour #02 (17 марта 2006)
- Michishige Sayumi no «Mobekimasutte Nani??» (яп. 道重さゆみの『モベキマスってなに？？』) (2011)
- Hagiwara Mai Desu ga... Nani ka? (2012)